# Nacionalismo polaco

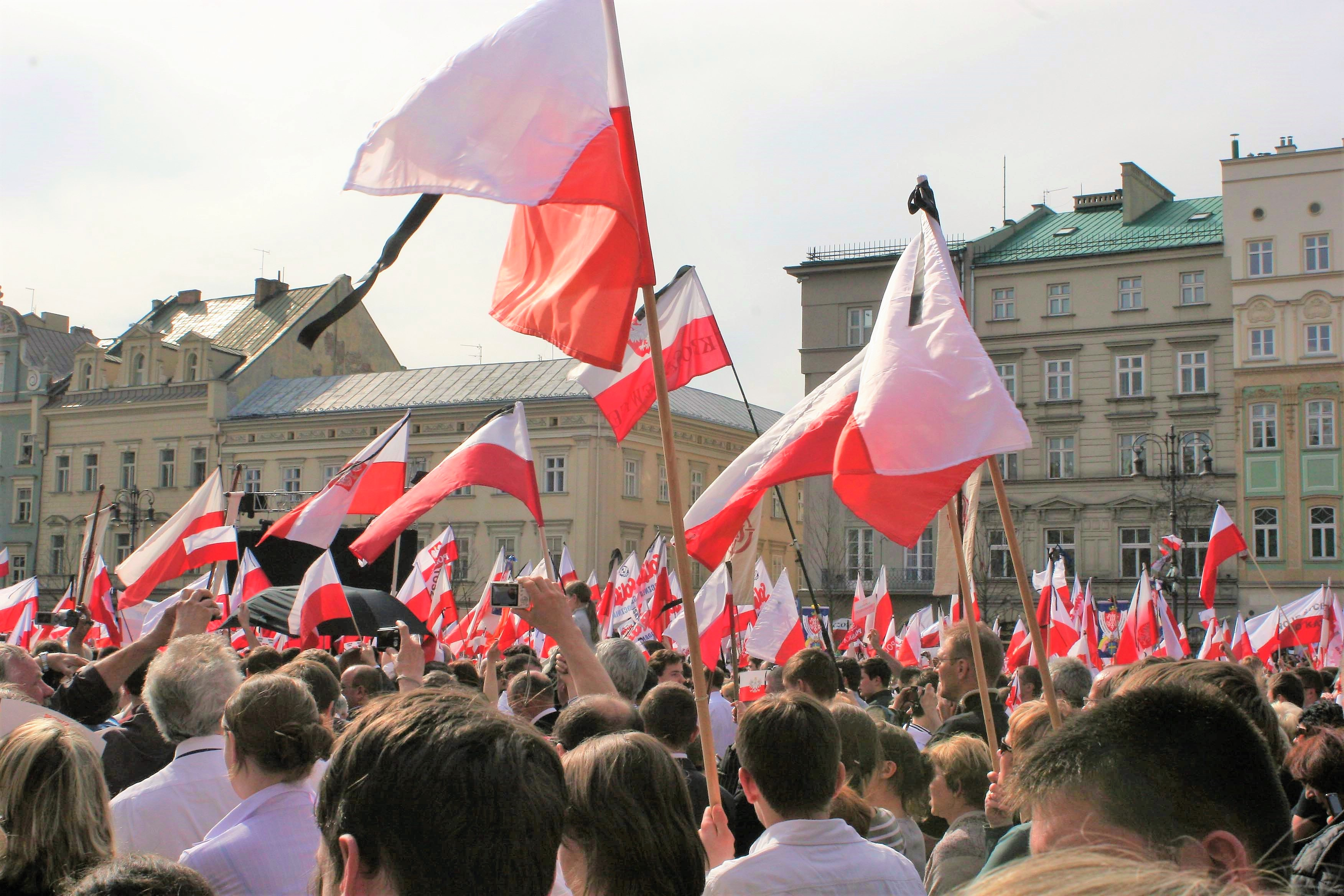
Bandera de Polonia desplegada durante el funeral de Estado del presidente polaco Lech Kaczyński en 2010

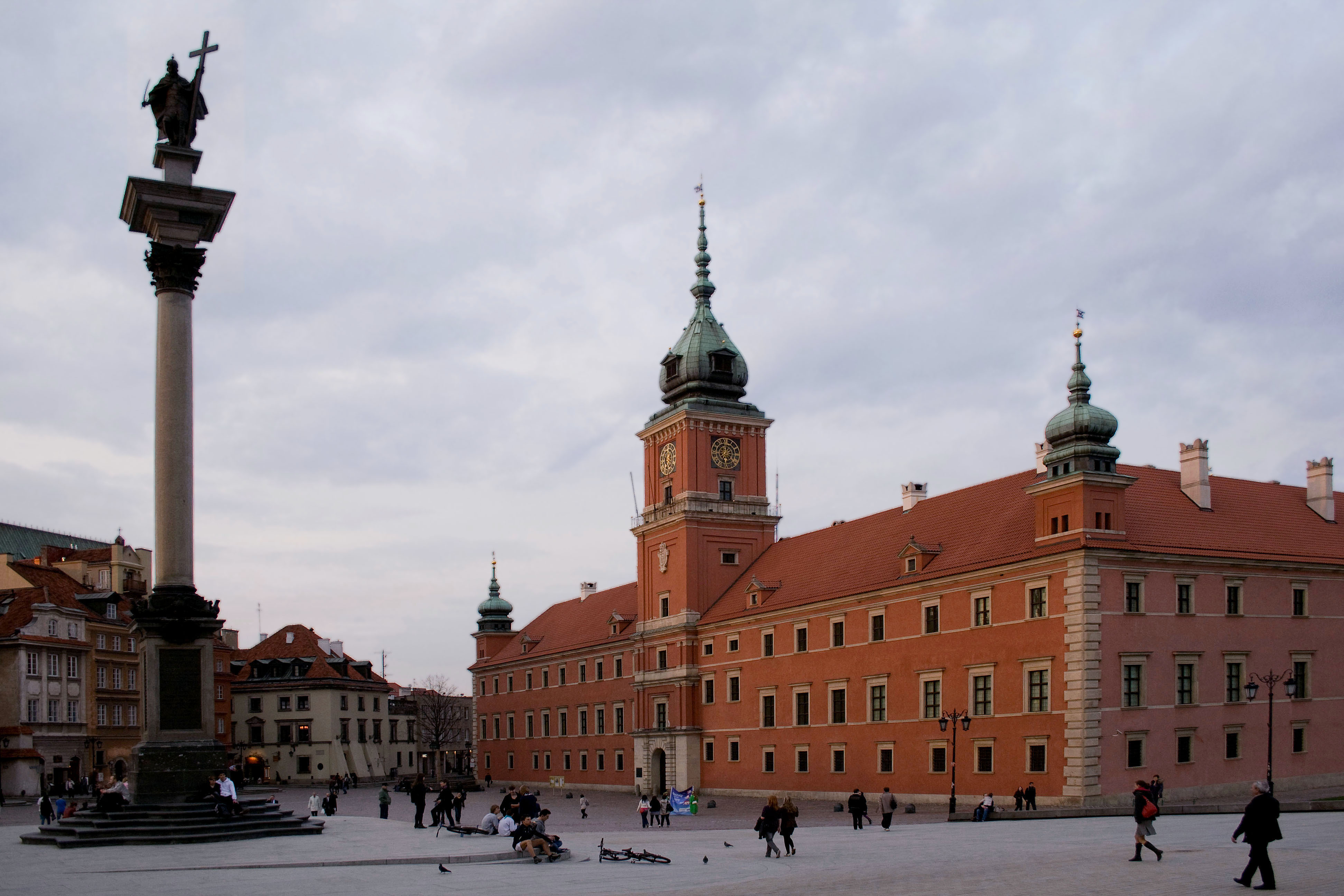
Plaza del Castillo en Varsovia con el Castillo Real y la Columna de Segismundo que conmemora al rey Segismundo III Vasa (de origen sueco) de la Mancomunidad de Polonia-Lituania.

El nacionalismo polaco es el nacionalismo que afirma que el pueblo polaco es una nación y promueve la unidad cultural de los polacos. Norman Davies, en el contexto del nacionalismo polaco, definió el nacionalismo en general como "una doctrina ... para crear una nación despertando la conciencia de la gente sobre su nacionalidad y para movilizar sus sentimientos como vehículo de acción política".
El antiguo "protonacionalismo" polaco de la Mancomunidad de Polonia-Lituania se basaba tanto en la identidad polaca como en la lituana, por lo que era multiétnico y multirreligioso. La nueva ideología nacionalista, que se desarrolló poco después de las Particiones de Polonia, estaba al principio libre de "nacionalismo étnico" de cualquier tipo. Fue un movimiento romántico para la restauración del Estado soberano polaco. El nacionalismo polaco romántico fue descrito por Maurycy Mochnacki como "la esencia de la nación", ya no definida por las fronteras, sino por las ideas, los sentimientos y los pensamientos resultantes del pasado. El nacimiento del nacionalismo moderno bajo dominación extranjera coincidió con el Levantamiento de noviembre de 1830 y la subsiguiente Primavera de los Pueblos. Sin embargo, la derrota sufrida por los polacos también rompió su espíritu revolucionario. Muchos intelectuales recurrieron al darwinismo social de Herbert Spencer, culpando a la filosofía romántica por la pérdida de sus bienes, la destrucción masiva y, en última instancia, la pérdida de la nación. Con el advenimiento del positivismo entre 1860 y 1890, el nacionalismo polaco se convirtió en una causa elitista. Debido a que las potencias repartidoras no podrían haberse identificado con la nación polaca, la ideología se hizo más restrictiva en términos de raza y religión.

## Historia
Las primeras manifestaciones del nacionalismo polaco, así como las primeras discusiones conscientes de lo que significa ser ciudadano de la nación polaca, se remontan a los siglos XVII o XVIII, aunque algunos expertos lo remontan al siglo XIII. El nacionalismo polaco temprano, o "protonacionalismo", se relacionó con la identidad polaco-lituana, representada principalmente por la nobleza polaca (szlachta) y sus valores culturales (tales como la Libertad Dorada), y se fundó en ideas cívicas y republicanas. Esta forma temprana del nacionalismo polaco comenzó a desgastarse y se transformó con la destrucción del Estado polaco a finales del siglo XVIII con las particiones de Polonia.
El nacionalismo polaco moderno surgió como movimiento entre finales del siglo XVIII y principios del XIX, entre los activistas polacos que promovieron la conciencia nacional polaca al rechazar la asimilación cultural con los Estados en los que residían: Rusia, Prusia, o Austria. Esta fue la consecuencia de la ausencia del Estado polaco, ya que la nacionalidad polaca fue suprimida por las autoridades de los países que adquirieron el territorio de la antigua mancomunidad. Durante ese tiempo, la condición de polaco comenzó a identificarse con la etnia, excluyéndose cada vez más a grupos como los judíos polacos, que antes eran más propensos a ser aceptados como patriotas polacos. Este fue también el período en que el nacionalismo polaco, antes común a las plataformas políticas izquierdistas y derechistas, se volvió más redefinido como limitado a la derecha. En ello fue importante la actuación del político Roman Dmowski, que renombró la Liga Polska ("liga polaca") como Liga Narodowa ("liga nacional") en 1893.
El nacionalismo polaco alcanzó su máxima importancia en la segunda mitad del siglo XIX y la primera mitad del siglo XX. Sus oleadas cruciales siguieron a la derrota polaca en el Levantamiento de Enero de 1864: la restauración de la Segunda República Polaca como Estado polaco independiente en 1918 y el establecimiento de la República Popular de Polonia en 1945.

A menudo se ha señalado que el período de partición tiene un fuerte significado para los polacos como un capítulo en la historia de Polonia, donde la nación polaca sobrevivió y se hizo social y culturalmente más fuerte a pesar de la pérdida de independencia.
 Dr. Magdalena Kania-Lundholm, Re-Branding a Nation Online, Uppsala University, 2012

Un elemento importante del nacionalismo polaco ha sido su identificación con la religión católica, si bien su desarrollo político en Polonia es relativamente reciente, al tener sus raíces en la Contrarreforma del siglo XVII y no establecerse definitivamente hasta el período de entreguerras. Aunque la antigua mancomunidad era religiosamente diversa y altamente tolerante, la narración religiosa católica con los matices mesiánicos (el Cristo de las Naciones) se convirtió en una de las características definitorias de la identidad polaca moderna. Roman Dmowski, un político polaco de esa época, fue vital en la definición de ese concepto, y ha sido llamado el "padre del nacionalismo polaco".
Las migraciones de la Segunda Guerra Mundial, con el resultante cambio demográfico y territorial, redujo drásticamente el número de minorías étnicas en Polonia. Esto también desempeñó un papel importante en la creación del Estado polaco moderno y su nacionalidad.
En la Polonia comunista, el régimen adoptó, modificó y utilizó para su ideología oficial y propaganda algunos de los conceptos nacionalistas desarrollados por Dmowski. Como los demócratas nacionales de Dmowski creían firmemente en un estado "nacional" (étnicamente homogéneo), y aunque este criterio requiriera un territorio reducido, sus ideas territoriales y étnicas fueron aceptadas y practicadas prácticamente por los comunistas polacos, actuando con el permiso de Iósif Stalin. El propio Stalin, en 1944-45, se entrevistó con el líder nacional demócrata Stanisław Grabski, un coautor de los deseados cambios fronterizos y poblacionales y una encarnación de la colusión nacionalista-comunista.